# Stanisław Krasnowolski
Stanisław Krasnowolski (ur. 30 października 1947 w Warszawie, zm. 17 maja 2020) – polski biofizyk, współpracownik Komitetu Samoobrony Społecznej „KOR”, członek Towarzystwa Kursów Naukowych.

## Życiorys
Studiował fizykę na Uniwersytecie Warszawskim, następnie pracował w Instytucie Fizyki Jądrowej PAN w Krakowie. W II połowie lat 70 współpracował z Komitetem Samoobrony Społecznej „KOR”, publikował w prasie II obiegu, m.in. Głosie, Zapisie (pod pseudonimem "Marek Turbacz"). Był autorem programowego artykułu dla opozycji demokratycznej Możliwości działania opozycji w Polsce, opublikowanego w piśmie Aneks (nr 16-17 z 1977). W październiku 1979 został członkiem Towarzystwa Kursów Naukowych. W ramach TKN prowadził w Krakowie zajęcia seminaryjne pt. Moralność i polityka.